# Pibanga glabricula
Pibanga glabricula là một loài bọ cánh cứng trong họ Cerambycidae.